# Provinz Jaén (Cajamarca)
Die  Provinz Jaén liegt im Norden der Region Cajamarca in Nord-Peru. Sie hat eine Fläche von 5233 km². Beim Zensus 2017 lebten 197.834 Menschen in der Provinz. Im Jahr 1993 lag die Einwohnerzahl bei 170.261, im Jahr 2007 bei 183.634. Verwaltungssitz ist die Stadt Jaén.

## Geographische Lage
Die Provinz Jaén reicht im Westen bis zur peruanischen Westkordillere. Der Río Marañón verläuft entlang der östlichen Provinzgrenze.
Die Provinz Jaén grenzt im Osten an die Region Amazonas, im Süden an die Provinz Cutervo, im Westen an die Region Lambayeque und die Region Piura sowie im Norden an die Provinz San Ignacio und an Ecuador.

## Handel
Die Provinz Jaén ist Umschlagplatz von Kaffee und Reis, welcher in der Gegend produziert wird.

## Klima
Die Provinz Jaén liegt nahe dem Fluss Río Marañón in tropisch-heißem Klima.

## Verwaltungsgliederung
Die Provinz Jaén ist in 12 Distrikte (distritos) gegliedert. Der Distrikt Jaén ist Sitz der Provinzverwaltung.
| Distrikt          | Verwaltungssitz   |
| ----------------- | ----------------- |
| Bellavista        | Bellavista        |
| Chontalí          | Chontalí          |
| Colasay           | Colasay           |
| Huabal            | Huabal            |
| Jaén              | Jaén              |
| Las Pirias        | Las Pirias        |
| Pomahuaca         | Pomahuaca         |
| Pucará            | Pucará            |
| Sallique          | Sallique          |
| San Felipe        | San Felipe        |
| San José del Alto | San José del Alto |
| Santa Rosa        | Santa Rosa        |